# 叙利亚内战期间伊朗对叙利亚的援助
伊朗和叙利亚復興黨政權有着非常重要的战略同盟关系，这使得在叙利亚内战期间伊朗向叙利亚提供了非常重要的支持。这些支持包括技术支持、超過150亿美元（截至2013年12月）的财政支持乃至直接派遣部队参战。伊朗最高领导人哈梅内伊据报道在2011年9月公开发表了支持叙利亚政府的言论。
叙利亚城市扎巴达尼对于叙利亚和伊朗来说至关重要，因为至少到2011年6月，这座城市是伊朗伊斯兰革命卫队向黎巴嫩真主党提供支援的后勤补给枢纽。
在叙利亚内乱初期的民众抗议阶段，据说伊朗向叙利亚提供了技术支持以镇压反对派，这些技术都是在2009年至2010年伊朗绿色革命期间发展出来的。随着民众抗议渐渐演变成内战，有关伊朗军事援助的报道越来越多，伊朗也开始在两国训练叙利亚民兵组织“国家防卫军”（NDF）。
阿薩德政權在2024年垮台後，伊朗社會普遍質疑領導層對敘利亞的干涉，這被認為是伊朗政府的失敗。

## 2011年
在叙利亚内乱初期的民众抗议阶段，据说伊朗向叙利亚提供了技术支持以镇压反对派，这些技术都是在2009年至2010年伊朗绿色革命期间发展出来的。
2011年4月，美国总统奥巴马以及美国常驻联合国代表苏珊·赖斯指责伊朗安全部门帮助叙利亚政府镇压抗议活动，有报道称抗议者听到有安全部队成员是说波斯语。
英国卫报2011年5月报道伊朗政府向叙利亚提供防暴装备以及情报监控设备。美国记者Geneive Abdo在2011年9月撰写的文章稱伊朗政府向叙利亚提供了监控电子邮件、移动电话及地方媒体的技术。在2009年伊朗绿色革命期间，伊朗发展了这些技术以削弱群众抗议活动，并且花费了数以百万计美元来建立网络部队以追踪网络上的持不同政见者。据信伊朗是世界上监控技术最为复杂严密的国家之一。

## 2012年
2012年5月，在一场伊朗学生新闻通讯社的采访中（这个采访稍后从网上被撤下），伊朗伊斯兰革命卫队圣城军的副指挥官说圣城军已经派遣作战部隊到敘利亞支援軍事行動。根据西方媒体的报道，伊朗还在训练黎巴嫩真主党民兵。美国指责伊拉克利用其地理位置（该国位于叙利亚和伊朗之间），允许伊朗利用其领空将军事补给运往叙利亚。
英国《经济学人》周刊声称到2012年2月为止，伊朗已经向叙利亚政府提供了90亿美金以帮助其抵御西方国家的经济制裁。伊朗还向叙利亚提供燃油并派遣两艘战舰驶往叙利亚港口以显示伊朗对叙利亚的支援以及伊朗的军事实力。
2012年3月，一名匿名的美国情报官员宣称伊朗对叙利亚的武器及其他支援达到了一个高峰。据说伊朗安全部队官员也被派往大马士革以协助转运这些援助物资。一名中层美国官员声称伊朗情报与国家安全部的一些成员正在帮助叙利亚的情报部门镇压反对派。
根据联合国调查团2012年5月的报告，尽管伊朗受到禁止武器出口禁令的限制，在之前几年伊朗还是向叙利亚提供了武器装备。土耳其政府2012年2月在其境内截获了一辆卡车，车上的板条箱内装有自动步枪、机枪、炸药、60毫米和120毫米的迫击炮弹及其他物资。据信这批物资是提供给叙利亚政府的。这份机密报告是在华盛顿邮报刊登了一篇记载叙利亚反对派如何开始在海湾国家及美国帮助下获得更多且更好武器的文章数小时后被泄露出来的。这篇报告调查了过去数年伊朗三宗重大的非法武器偷运事件，并声称“伊朗在非法武器偷运问题上公然违背了国际社会的规定。这三宗案子中有两起涉及叙利亚，这表明叙利亚在伊朗非法军火出口活动中扮演了一个关键角色”。
2012年7月24日，伊斯兰革命卫队指挥官马苏德·贾扎耶里声称伊朗不会让敌人改变叙利亚政治格局的计划得逞。
2012年8月，美国国防部长莱昂·帕内塔指责伊朗建立了一支亲政府的民兵组织在叙利亚作战。美国参谋长联席会议主席马丁·登普西上将将这支民兵武装与伊拉克什叶派领导人穆克塔达·萨德尔领导下的迈赫迪军相比较。帕内塔声称有迹象表明伊朗伊斯兰革命卫队正试图在叙利亚境内训练民兵武装為敘利亞政府作战。在大马士革，叙利亚自由军俘获了48名伊朗人，美国官员声称这些人都是现役的伊斯兰革命卫队成员。
2012年9月，西方情报官员声称伊朗已经派遣了150名伊斯兰革命卫队高级军官前往叙利亚以支援阿萨德政府，并通过一条两国共同建立的空中走廊向叙利亚提供了数百吨包括枪支、火箭弹和炮弹在内的军火。这些西方情报官员相信伊朗加大对叙政府的支援将使得政府军能更有效打击叙利亚反抗军。
2012年10月，根据叙利亚反对派的说法，伊朗制造的无人机已经被叙利亚政府军用来引导战机和火炮轰炸反对派的阵地。CNN报道这些被反对派称作“wizwayzi”的无人机，很容易在地面上被发现，在视频中这些无人机遭到反对派武装的射击。反对派展示了缴获的所谓伊朗无人机，这些无人机外观上色彩鲜艳，附带有指导说明书，上面绘有伊朗已故最高领导人何梅尼的肖像。

## 2013年
2013年1月，叙利亚反对派与叙利亚政府之间进行了一次俘虏交换活动。根据报道，48名伊朗人被反对派释放，以换取政府军释放将近2130名囚犯。反对派声称这些伊朗人与伊斯兰革命卫队有关联。美国国务院发言人盧嵐将这些伊朗人形容为“伊朗伊斯兰革命卫队成员”，称这些被俘的伊朗人“是又一个例子，表明了伊朗如何持续向叙利亚政府提供指导、顾问、人员和技术支持。”
据报道2013年6月，伊朗政府决定派遣4000名士兵以援助叙利亚政府军。英国《独立报》记者罗伯特·菲斯特形容这次派遣是“第一支伊朗派往叙利亚的分遣队”，还声称这次派遣划清和中东地区逊尼派和什叶派之间的阵线。据报道伊朗还计划在戈兰高地开辟一条新的对抗以色列的战线。这些都发生在埃及总统切断了与叙利亚的外交联系并要求伊朗终止对黎巴嫩真主党支援一天之后。一名叙利亚官员表示穆尔西总统断绝双方外交关系是不负责任的，并称这一行为是美国和以色列加剧该地区分化行为的一部分。
根据一名接受采访的美国官员的说法，圣城军的军官从2012年年末至2013年在叙利亚境内负责“协调进攻、训练民兵并建立了一套严密体系以监视反对派”。在真主党的帮助下，及在圣城军领导卡西姆·苏莱曼尼的指挥下，叙利亚政府军得以在2013年从反对派手中夺回具有战略地位的地区，尤其是在4月和5月的古赛尔战役中夺回了一条重要的补给线。
2013年2月，伊斯兰革命卫队将军Hassan Shateri在从贝鲁特前往大马士革的途中丧生。2013年秋天，伊朗伊斯兰革命卫队将Mohammad Jamali-Paqaleh在叙利亚丧生。据报道他是在保卫一处什叶派圣地的战斗中丧生的。

## 2015年
2015年以后，以色列對伊朗在敘利亞目標的袭击次数呈指数级增长，当时真主党的军事存在以及伊朗所谓的军事顾问为叙利亚復興黨政权提供支持，以维持其统一。

## 2024年
2024年末，阿薩德政權軍隊在11天內戲劇性地崩潰，迫使伊朗在這期間開始從敘利亞撤軍。伊朗在大馬士革的大使館也被敘利亞人破壞。這被外界視為德黑蘭在中東的巨大挫折。伊朗領導的「抵抗軸心」團體與黎巴嫩真主黨之間的聯繫也被切斷。

## 成本
2017年，《以色列防衛》有文章宣稱自從2013年12月以來，伊朗在介入敘利亞內戰的開支每年達到至少60億美元。因阿薩德垮台，伊朗之前給阿薩德政權的數百億美元借貸也化為烏有。
伊朗及其盟友（真主党和其他什葉派民兵等）因其叙利亚政策付出了巨大代价，据统计，伊朗革命卫队阵亡人数超过2300人，在叙利亚作战的阿富汗“法蒂瑪旅”约2000人阵亡，真主党武装人员阵亡人数约1000人。